# Sibyla Normandská
Sibyla Normandská (asi 1092 – 12. nebo 13. červenec 1122) byla skotská královna, manželka Alexandra I. Byla nemanželskou dcerou anglického krále Jindřicha I. a Sibyly Corbetové z Alcesteru.
Alexandr se oženil s Jindřichovou nelegitimní dcerou Sibylou někdy mezi roky 1107 až 1114. Neměli spolu děti a Sibyla zemřela za nejasných okolností na ostrůvku Eilean nam Ban v červenci 1122. Na místě pak Alexandr na její památku založil převorství. Pohřbena byla v klášteře Dunfermline.